# Електричний дипольний момент
Електри́чним дипóльним моме́нтом або просто дипольним моментом системи зарядів qi називається сума добутків величин зарядів на їхні радіус-вектори.
{\displaystyle \mathbf {d} =\sum _{i}q_{i}\mathbf {r} _{i}}.
Зазвичай дипольний момент позначається латинською літерою d або латинською літерою p.
Природною одиницею вимірювання дипольного заряду в системі SI є кулон-метр, хоча така одиниця є надзвичайно великою для практичного використання, тому застосовуються інші одиниці. У атомній фізиці здебільшого використовується одиниця Дебай.
Дипольний момент має надзвичайне значення в фізиці за вивчення нейтральних систем. Дія електричного поля на нейтральну систему зарядів й електричне поле, створене електрично нейтральною системою, визначаються в першу чергу дипольним моментом. Це, зокрема, стосується атомів і молекул.
Нейтральні системи зарядів з відмінним від нуля дипольним моментом називають диполями.

## Властивості
Загалом визначений вище дипольний момент залежить від системи відліку. Проте для нейтральної системи сума всіх зарядів дорівнює нулю, тому залежність від системи відліку зникає.
Найпростіший диполь складається із двох однакових за абсолютною величиною, але протилежних за напрямком зарядів +q і -q, які знаходяться на певній віддалі r один від одного. Дипольний момент тоді дорівнює за абсолютною величиною qr і направлений від негативного до позитивного
заряду.
У випадку неперервного розподілу заряду із густиною {\displaystyle \rho (\mathbf {r} )} дипольний момент визначається інтегруванням
{\displaystyle \mathbf {d} =\int _{V}\rho (\mathbf {r} )\mathbf {r} d^{3}r}.

## Енергія диполя в зовнішньому електричному полі
За умови, коли розміри системи зарядів набагато менші за характерну довжину, на якій міняється електричне поле, а загалом для атомів і молекул це справедливо навіть тоді, коли зовнішнє електричне поле — це поле електромагнітної хвилі у видимому діапазоні, енергія системи зарядів дуже простим чином виражається через дипольний момент.
{\displaystyle U=-\sum _{i}q_{i}\mathbf {r} _{i}\cdot \mathbf {E} =-\mathbf {d} \cdot \mathbf {E} }.

## Момент сили, який діє на диполь в електричному полі
Електричне поле намагається орієнтувати диполь вздовж силових ліній, створюючи момент сили {\displaystyle \mathbf {M} }, який дорівнює
{\displaystyle \mathbf {M} =\mathbf {d} \times \mathbf {E} }.
Ця формула теж справедлива за умови, коли поле в межах системи зарядів однорідне.

## Електричне поле, створене диполем
Здебільшого постає задача визначення електричного поля на відстані, що набагато перевищує відстань між зарядами. В такому випадку потенціал електричного поля визначається за формулою
{\displaystyle \varphi ={\frac {\mathbf {d} \cdot \mathbf {r} }{r^{3}}}},
а його напруженість
{\displaystyle \mathbf {E} ={\frac {3\mathbf {d} \cdot \mathbf {r} }{r^{5}}}\mathbf {r} -{\frac {\mathbf {d} }{r^{3}}}},
де {\displaystyle \mathbf {r} } — це радіус-вектор точки, в якій визначається напруженість електричного поля.
Звідси видно, що створене диполем електричне поле спадає із віддаллю як 1/r3. Порівняно із іншими типами полів, які створюються нейтральними атомами й молекулами, це спадання дуже повільне. Диполі взаємодіють один із одним навіть на значній віддалі. Поле, створене диполем, неізотропне і навіть змінює знак в залежності від напрямку.

## Взаємодія диполів
Енергія взаємодії двох диполів {\displaystyle \mathbf {d} _{1}} і {\displaystyle \mathbf {d} _{2}} задається формулою
{\displaystyle U={\frac {\mathbf {d} _{1}\cdot \mathbf {d} _{2}}{r^{3}}}-{\frac {3(\mathbf {d_{1}} \cdot \mathbf {r} )(\mathbf {d} _{2}\cdot \mathbf {r} )}{r^{5}}}}.
В залежності від взаємної орієнтації диполів, а такою від орієнтації відносно лінії, яка їх сполучає, диполі можуть як притягатися, так і відштовхуватися.
Оскільки взаємодія між диполями спадає доволі повільно, фізичні системи, які складаються із молекул із відмінним від нуля дипольним моментом, дуже сильно зв'язані. Такою системою є вода. Молекула води має доволі значний дипольний момент, оскільки атом кисню у ній притягає до себе електрони, й стає негативно зарядженим, залишаючи позитивний заряд на двох атомах водню. Завдяки взаємодії між диполями взаємодія молекул води набагато сильніша ніж між молекулами інших речовин із порівняною молярною масою. Вода є рідиною за кімнатних температур, в той час як набагато важчий кисень чи двоокис вуглецю залишаються газами.
Потрібно зазначити, що нейтральні атоми й молекули, які не мають власного дипольного моменту, набувають дипольний момент у електричному полі. Такий дипольний момент називається наведеним.

## Квантова механіка
Оператор диполя в квантовій механіці записується як добуток заряду на радіус-вектор. Для системи багатьох частинок
{\displaystyle {\hat {\mathbf {d} }}=\sum _{i}q_{i}\mathbf {r} _{i}}
що загалом не відрізняється від визначення класичної механіки.
Середній дипольний момент електронів квантовомеханічного стану, який описується хвильовою функцією ψ дорівнює
{\displaystyle \langle \mathbf {d} \rangle =-e\sum _{i}\int \psi ^{*}(\mathbf {r} _{1},\ldots ,\mathbf {r} _{i},\ldots )\mathbf {r} _{i}\psi (\mathbf {r} _{1},\ldots ,\mathbf {r} _{i},\ldots )d\tau },
де інтегрування по координатному простору всіх електронів.

## Таблиця дипольних моментів деякихмолекул
| Молекула       | Дипольний момент в Дебаях | Дипольний момент в 10−30 Кл·м |
| CO             | 0,11                      | 0,367                         |
| CH2O           | 2,34                      | 7,806                         |
| HF             | 1,9                       | 6,338                         |
| HCl            | 1,03                      | 3,436                         |
| HBr            | 0,74                      | 2,469                         |
| HI             | 0,38                      | 1,268                         |
| N2O            | 0,16                      |                               |
| NO2            | 0,32                      |                               |
| HN3            | 0,85                      |                               |
| HCN            | 1,48                      |                               |
| NH3            | 1,46                      | 4,871                         |
| NF3            | 0,24                      |                               |
| PH3            | 0,58                      |                               |
| PF3            | 1,025                     | 3,419                         |
| PCl3           | 0,78                      |                               |
| PBr3           | 0,6020 °C                 |                               |
| AsH3           | 0,16                      |                               |
| H2O            | 1,844                     | 6,152                         |
| D2O            | 1,86                      |                               |
| H2O2           | 2,1                       |                               |
| H2S            | 0,92                      | 3,069                         |
| H2S2           | 1,17                      |                               |
| S2F2           | 1,45                      |                               |
| S2Cl2          | 1,625 °C                  |                               |
| H2Se           | 0,24                      |                               |
| Se2Cl2         | 2,1                       |                               |
| FeCl3 (Fe2Cl6) | 1,27                      |                               |
| OO2            | 0,53                      |                               |
| SO2            | 1,67                      |                               |
| SO3            | 0,00                      |                               |
| NaCl           | 8,5                       | 28,356                        |
| KF             | 8,6 (7.33)                | 28,690                        |
| KCl            | 10,27 (6,3750 °C)         | 34,261                        |
| KBr            | 10,41 (9,1650 °C)         | 34,728                        |
| KI             | 9,24 (9,2625 °C)          | 30,825                        |
| CsCl           | 10,42                     | 34,761                        |